# NHL 1932./33.
NHL-sezona 1932./33. je bila šesnaesta sezona NHL-a. 9 momčadi, podijeljeni na dvije skupine, odigrali su 48 utakmica. Pobjednik Stanleyeva kupa je bila momčad New York Rangersa, koja je u finalnoj seriji pobijedila Toronto Maple Leafse s 3:1.
Ottawa Senatorsi vratili su se u NHL. Detroit je također imao novčanih problema. James Norris, milijunaš i bivši pobjednik Stanleyevog Cupa s Montreal AAA, kupuje  Detoit Falconse.  Norris je odlučio promijeniti ime momčad u Detroit Red Wings, tako da ime momčadi bolje pristaje motornom gradu (Motor City).
U doigravanju igrali su Maple Leafsi protiv Bruinsa u jednoj utakmici čak šest produžetaka. Tek nakon 104:46 minuta je dao Ken Doraty gol za pobijedu Toronta. 
Prvi put u ovoj sezoni se dodijelila nagrada Calder Memorial Trophy za najboljeg, novog igrača NHL-a.

## Regularna sezona

### Ljestvice
Kratice: P = Pobjede, Po. = Porazi, N = Neriješeno, G= Golovi, PG = Primljeni Golovi, B = Bodovi
| Kanadska divizija   | P  | Po. | N  | G   | PG  | B  |
| ------------------- | -- | --- | -- | --- | --- | -- |
| Toronto Maple Leafs | 24 | 18  | 6  | 119 | 111 | 54 |
| Montreal Maroons    | 22 | 20  | 6  | 135 | 119 | 50 |
| Montreal Canadiens  | 18 | 25  | 5  | 92  | 115 | 41 |
| New York Americans  | 15 | 22  | 11 | 91  | 118 | 41 |
| Ottawa Senators     | 11 | 27  | 10 | 88  | 131 | 32 |

| Američka divizija  | P  | Po. | N  | G   | PG  | B  |
| ------------------ | -- | --- | -- | --- | --- | -- |
| Boston Bruins      | 25 | 15  | 8  | 124 | 88  | 58 |
| Detroit Red Wings  | 25 | 15  | 8  | 111 | 93  | 58 |
| New York Rangers   | 23 | 17  | 8  | 135 | 107 | 54 |
| Chicago Blackhawks | 16 | 20  | 12 | 88  | 101 | 44 |

### Najbolji strijelci
Kratice: Ut. = Utakmice, G = Golovi, A = Asistencije, B = Bodovi
| Igrač           | Momčad       | Ut. | G  | A  | B  |
| --------------- | ------------ | --- | -- | -- | -- |
| Bill Cook       | NY Rangers   | 48  | 28 | 22 | 50 |
| Busher Jackson  | Toronto      | 48  | 27 | 17 | 44 |
| Baldy Northcott | Mtl. Maroons | 48  | 22 | 21 | 43 |
| Hooley Smith    | Mtl. Maroons | 48  | 20 | 21 | 41 |
| Pauk Haynes     | Mtl. Maroons | 48  | 16 | 25 | 41 |
| Aurel Joliat    | Montreal     | 48  | 18 | 21 | 39 |
| Marty Barry     | Boston       | 48  | 24 | 13 | 37 |
| Bun Cook        | NY Rangers   | 48  | 22 | 15 | 37 |
| Nels Stewart    | Boston       | 47  | 18 | 18 | 36 |
| Howie Morenz    | Montreal     | 46  | 14 | 21 | 35 |

## Doigravanje za Stanleyjev kup
Sve utakmice su odigrane 1933. godine.

### Prvi krug
| Boston Bruins vs. Toronto Maple Leafs                                       | Boston Bruins vs. Toronto Maple Leafs | Boston Bruins vs. Toronto Maple Leafs | Boston Bruins vs. Toronto Maple Leafs | Boston Bruins vs. Toronto Maple Leafs | Boston Bruins vs. Toronto Maple Leafs | Boston Bruins vs. Toronto Maple Leafs |
| Datum                                                                       | Gostujuća momčad                      | Gostujuća momčad                      | Domaćin                               | Domaćin                               | Bilješke                              |                                       |
| --------------------------------------------------------------------------- | ------------------------------------- | ------------------------------------- | ------------------------------------- | ------------------------------------- | ------------------------------------- | ------------------------------------- |
| 25. ožujka                                                                  | Toronto                               | 1                                     | 2                                     | Boston                                | OT°                                   |                                       |
| 28. ožujka                                                                  | Toronto                               | 1                                     | 0                                     | Boston                                | OT°                                   |                                       |
| 30. ožujka                                                                  | Boston                                | 2                                     | 1                                     | Toronto                               | OT°                                   |                                       |
| 1. travnja                                                                  | Boston                                | 3                                     | 5                                     | Toronto                               |                                       |                                       |
| 3. travnja                                                                  | Boston                                | 0                                     | 1                                     | Toronto                               | 6OT°                                  |                                       |
| Toronto pobjeđuju seriju s 3:2 i kvalificira se za finale Stanleyevog Cupa. |                                       |                                       |                                       |                                       |                                       |                                       |

| Montreal Maroons vs. Detroit Red Wings                                  | Montreal Maroons vs. Detroit Red Wings | Montreal Maroons vs. Detroit Red Wings | Montreal Maroons vs. Detroit Red Wings | Montreal Maroons vs. Detroit Red Wings | Montreal Maroons vs. Detroit Red Wings |
| Datum                                                                   | Gostujuća momčad                       | Gostujuća momčad                       | Domaćin                                | Domaćin                                |                                        |
| ----------------------------------------------------------------------- | -------------------------------------- | -------------------------------------- | -------------------------------------- | -------------------------------------- | -------------------------------------- |
| 25. ožujka                                                              | Detroit                                | 2                                      | 0                                      | Mtl. Maroons                           |                                        |
| 28. ožujka                                                              | Mtl. Maroons                           | 2                                      | 3                                      | Detroit                                |                                        |
| Detroit pobjeđuju seriju s 5:2 golova i kbalificiraju se za drugi krug. |                                        |                                        |                                        |                                        |                                        |

| New York Rangers vs. Montreal Canadiens                                     | New York Rangers vs. Montreal Canadiens | New York Rangers vs. Montreal Canadiens | New York Rangers vs. Montreal Canadiens | New York Rangers vs. Montreal Canadiens | New York Rangers vs. Montreal Canadiens |
| Datum                                                                       | Gostujuća momčad                        | Gostujuća momčad                        | Domaćin                                 | Domaćin                                 |                                         |
| --------------------------------------------------------------------------- | --------------------------------------- | --------------------------------------- | --------------------------------------- | --------------------------------------- | --------------------------------------- |
| 26. ožujka                                                                  | Mtl. Canadiens                          | 2                                       | 5                                       | NY Rangers                              |                                         |
| 28. ožujka                                                                  | NY Rangers                              | 3                                       | 3                                       | Mtl. Canadiens                          |                                         |
| NY Rangersi pobjeđuju seriju s 8:5 golova i kvalificiraju se za drugi krug. |                                         |                                         |                                         |                                         |                                         |

### Drugi krug
| New York Rangers vs. Detroit Red Wings                                                   | New York Rangers vs. Detroit Red Wings | New York Rangers vs. Detroit Red Wings | New York Rangers vs. Detroit Red Wings | New York Rangers vs. Detroit Red Wings | New York Rangers vs. Detroit Red Wings |
| Datum                                                                                    | Gostujuća momčad                       | Gostujuća momčad                       | Domaćin                                | Domaćin                                |                                        |
| ---------------------------------------------------------------------------------------- | -------------------------------------- | -------------------------------------- | -------------------------------------- | -------------------------------------- | -------------------------------------- |
| 29. ožujka                                                                               | Detroit                                | 0                                      | 2                                      | NY Rangers                             |                                        |
| 31. ožujka                                                                               | NY Rangers                             | 4                                      | 3                                      | Detroit                                |                                        |
| NY Rangersi pobjeđuju seriju s 6:3 golova i kvalificiraju se za finale Stanleyevog Cupa. |                                        |                                        |                                        |                                        |                                        |

### Finale Stanleyevog Cupa
| New York Rangers vs. Toronto Maple Leafs                      | New York Rangers vs. Toronto Maple Leafs | New York Rangers vs. Toronto Maple Leafs | New York Rangers vs. Toronto Maple Leafs | New York Rangers vs. Toronto Maple Leafs | New York Rangers vs. Toronto Maple Leafs | New York Rangers vs. Toronto Maple Leafs |
| Datum                                                         | Gostujuća momčad                         | Gostujuća momčad                         | Domaćin                                  | Domaćin                                  | Bilješke                                 |                                          |
| ------------------------------------------------------------- | ---------------------------------------- | ---------------------------------------- | ---------------------------------------- | ---------------------------------------- | ---------------------------------------- | ---------------------------------------- |
| 4. travnja                                                    | Toronto                                  | 1                                        | 5                                        | NY Rangers                               |                                          |                                          |
| 8. travnja                                                    | NY Rangers                               | 3                                        | 1                                        | Toronto                                  |                                          |                                          |
| 11. travnja                                                   | NY Rangers                               | 2                                        | 3                                        | Toronto                                  |                                          |                                          |
| 13. travnja                                                   | NY Rangers                               | 1                                        | 0                                        | Toronto                                  | OT°                                      |                                          |
| NY Rangersi pobjeđuju seriju s 3:1 i osvajaju Stanleyjev kup. |                                          |                                          |                                          |                                          |                                          |                                          |

°OT = Produžeci

### Najbolji strijelac doigravanja
Kratice: Ut. = Utakmice, G = Golovi, A = Asistenciije, B = Bodovi
| Igrač        | Momčad     | Ut. | G | A | B  |
| ------------ | ---------- | --- | - | - | -- |
| Cecil Dillon | NY Rangers | 8   | 8 | 2 | 10 |

## Nagrade NHL-a
| O'Brien Trophy:            | Toronto Maple Leafs             |
| Prince of Wales Trophy:    | Boston Bruins                   |
| Hart Memorial Trophy:      | Eddie Shore, Boston Bruins      |
| Calder Memorial Trophy:    | Carl Voss, Detroit Red Wings    |
| Lady Byng Memorial Trophy: | Frank Boucher, New York Rangers |
| Vezina Trophy:             | Tiny Thompson, Boston Bruins    |

### All-Stars momčad
| First Team                         | Pozicija        | Second Team                           |
| ---------------------------------- | --------------- | ------------------------------------- |
| John Ross Roach, Detroit Red Wings | vratar          | Chuck Gardiner, Chicago Black Hawks   |
| Eddie Shore, Boston Bruins         | obrambeni igrač | King Clancy, Toronto Maple Leafs      |
| Ching Johnson, New York Rangers    | obrambeni igrač | Lionel Conacher, Montreal Maroons     |
| Frank Boucher, New York Rangers    | centar          | Howie Morenz, Montreal Canadiens      |
| Bill Cook, New York Rangers        | desni napadač   | Charlie Conacher, Toronto Maple Leafs |
| Baldy Northcott, Montreal Maroons  | lijevi napadač  | Busher Jackson, Toronto Maple Leafs   |
| Lester Patrick, New York Rangers   | trener          | Dick Irvin, Toronto Maple Leafs       |

## Vanjske poveznice
- Hacx.de: Sve ljestvice NHL-a  Arhivirana inačica izvorne stranice od 24. siječnja 2008. (Wayback Machine)